# Central Eleuthera
Central Eleuthera è un distretto delle Bahamas situato nella parte centrale dell'isola di Eleuthera. 